# العلاقات المكسيكية الجورجية
العلاقات المكسيكية الجورجية هي العلاقات الثنائية التي تجمع بين المكسيك وجورجيا.

## مقارنة بين البلدين
هذه مقارنة عامة ومرجعية للدولتين:
| وجه المقارنة                                              | المكسيك                                                                               | جورجيا                          |
| --------------------------------------------------------- | ------------------------------------------------------------------------------------- | ------------------------------- |
| المساحة (كم2)                                             | 1.97 مليون                                                                            | 69.70 ألف                       |
| عدد السكان (نسمة)                                         | 130.53 مليون                                                                          | 3.72 مليون                      |
| الكثافة السكانية (ن./كم²)                                 | 66.26                                                                                 | 53.37                           |
| العاصمة                                                   | مدينة مكسيكو                                                                          | تبليسي، كوتايسي                 |
| اللغة الرسمية                                             | اللغة الإسبانية                                                                       | اللغة الجورجية، اللغة الأبخازية |
| العملة                                                    | بيزو مكسيكي                                                                           | لاري جورجي                      |
| الناتج المحلي الإجمالي (بليون دولار)                      | 1.15 تريليون                                                                          | 15.16 مليار                     |
| الناتج المحلي الإجمالي (تعادل القوة الشرائية) بليون دولار | 2.16 تريليون                                                                          | 35.68 مليار                     |
| الناتج المحلي الإجمالي الاسمي للفرد دولار أمريكي          | 9.01 ألف                                                                              | 3.79 ألف                        |
| الناتج المحلي الإجمالي للفرد دولار أمريكي                 | 17.32 ألف                                                                             |                                 |
| مؤشر التنمية البشرية                                      | 0.756                                                                                 | 0.754                           |
| رمز المكالمات الدولي                                      | +52                                                                                   | +995                            |
| رمز الإنترنت                                              | .mx                                                                                   | .ge، .გე ‏                       |
| المنطقة الزمنية                                           | منطقة زمنية وسطى، المنطقة الزمنية الجبلية، زمن منطقة المحيط الهادئ، منطقة زمنية شرقية | ت ع م+04:00                     |

## منظمات دولية مشتركة
يشترك البلدان في عضوية مجموعة من المنظمات الدولية، منها:
| علم المنظمة | اسم المنظمة                   | تاريخ انضمام المكسيك | تاريخ انضمام جورجيا |
| ----------- | ----------------------------- | -------------------- | ------------------- |
|             | يونسكو                        | 4 نوفمبر 1946        | 7 أكتوبر 1992       |
|             | الفريق المعني برصد الأرض      | ?                    | ?                   |
|             | مؤسسة التمويل الدولية         | 20 يوليو 1956        | 29 يونيو 1995       |
|             | مؤسسة التنمية الدولية         | 24 أبريل 1961        | 31 أغسطس 1993       |
|             | منظمة التجارة العالمية        | 1995                 | 14 يونيو 2000       |
|             | الاتحاد البريدي العالمي       | ?                    | ?                   |
|             | الاتحاد الدولي للاتصالات      | 1 يوليو 1908         | 7 يناير 1993        |
|             | الأمم المتحدة                 | 7 نوفمبر 1945        | 31 يوليو 1992       |
|             | البنك الدولي للإنشاء والتعمير | 31 ديسمبر 1945       | 7 أغسطس 1992        |
|             | المنظمة الهيدروغرافية الدولية | ?                    | ?                   |

## وصلات خارجية
- موقع وزارة الخارجية المكسيكية
- موقع وزارة الخارجية الجورجية